# Diskografie Progres 2
Toto je diskografie brněnské rockové skupiny Progres 2, která vystupovala také pod názvy The Progress Organization, Barnodaj a Progres-Pokrok.

## Studiová alba
| Rok  | Album                    | Label        | Název skupiny             |
| ---- | ------------------------ | ------------ | ------------------------- |
| 1971 | Barnodaj                 | Supraphon    | The Progress Organization |
| 1978 | Mauglí                   | Supraphon    | Barnodaj                  |
| 1980 | Dialog s vesmírem        | Panton       | Progres 2                 |
| 1982 | Třetí kniha džunglí      | Panton       | Progres 2                 |
| 1983 | The Third Book of Jungle | Panton       | Progres 2                 |
| 1984 | Mozek                    | Panton       | Progres 2                 |
| 1988 | Změna!                   | Supraphon    | Progres 2                 |
| 1990 | Otrava krve              | Panton       | Progres-Pokrok            |
| 2018 | Tulák po hvězdách        | Indies Scope | Progres 2                 |

## Koncertní alba
| Rok  | Album                    | Label      | Název skupiny |
| ---- | ------------------------ | ---------- | ------------- |
| 1993 | Dialog s vesmírem /live/ | Monitor    | Progres 2     |
| 2008 | Progres Story 1968–2008  | FT Records | Progres       |
| 2016 | Live                     | FT Records | Progres       |

## Kompilační alba
| Rok  | Album                             | Label             | Název skupiny |
| ---- | --------------------------------- | ----------------- | ------------- |
| 2000 | Mozek/Změna                       | Sony Music/Bonton | Progres 2     |
| 2010 | Dialog s vesmírem /studio & live/ | FT Records        | Progres 2     |

## Extended Play
| Rok  | Album             | Label   | Název skupiny             |
| ---- | ----------------- | ------- | ------------------------- |
| 1970 | Klíč k poznání    | Discant | The Progress Organization |
| 1980 | Dialog s vesmírem | Panton  | Progres 2                 |

## Singly
- 1978 – „Prám z trámů“/„Mauglí“ (jako Barnodaj)
- 1978 – „Roentgen 19'30“/„V zajetí počítačů“ (jako Progres II)
- 1980 – „Píseň o jablku“/„Muzeum planety Země“
- 1981 – „Člověk stroj“/„Že tvých vlasů v ní se dotýkám“
- 1982 – „Muž, který se podobá odvrácené straně Měsíce“/„Neznámé nevpouštěj dál“
- 1983 – „Nech je být“/„Normální závist“
- 1984 – „Kdo je tam?“/„Neznámý génius“
- 1985 – „Máš svůj den“/„Co se děje u Matěje“
- 1986 – „Už nemluví“/„Vrať se zpátky, léto mé“
- 1989 – „Moja najzlatejšia lýra“/„Jdi a otevři dveře“ (jako Progres-Pokrok)

## Video alba
- 2008 – Progres Story 1968–2008 (koncert 2008)